# 古瀬戸様式
古瀬戸（こせと）ないし古瀬戸様式（-ようしき）とは、平安時代末から室町時代中期まで現在の愛知県尾張地方の瀬戸市周辺で生産された陶器類やその様式をいう。

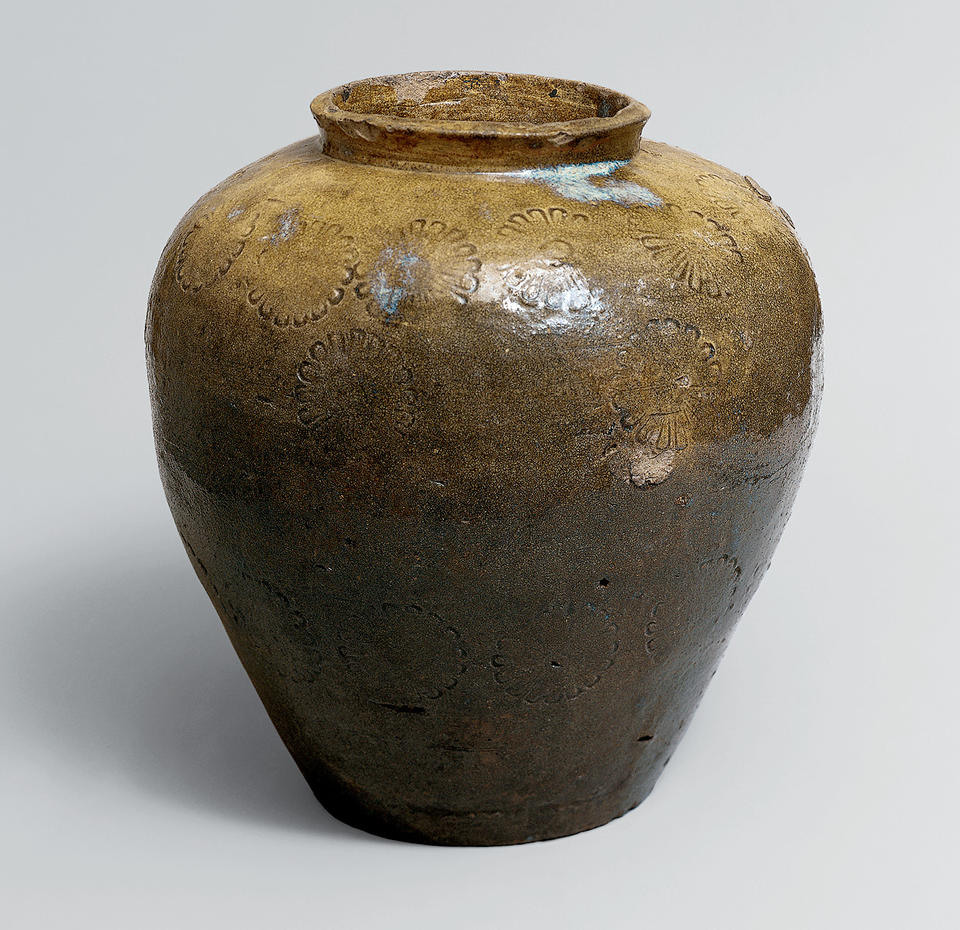
古瀬戸灰釉菊花文壺（13世紀後半～14世紀前半：メトロポリタン美術館蔵）

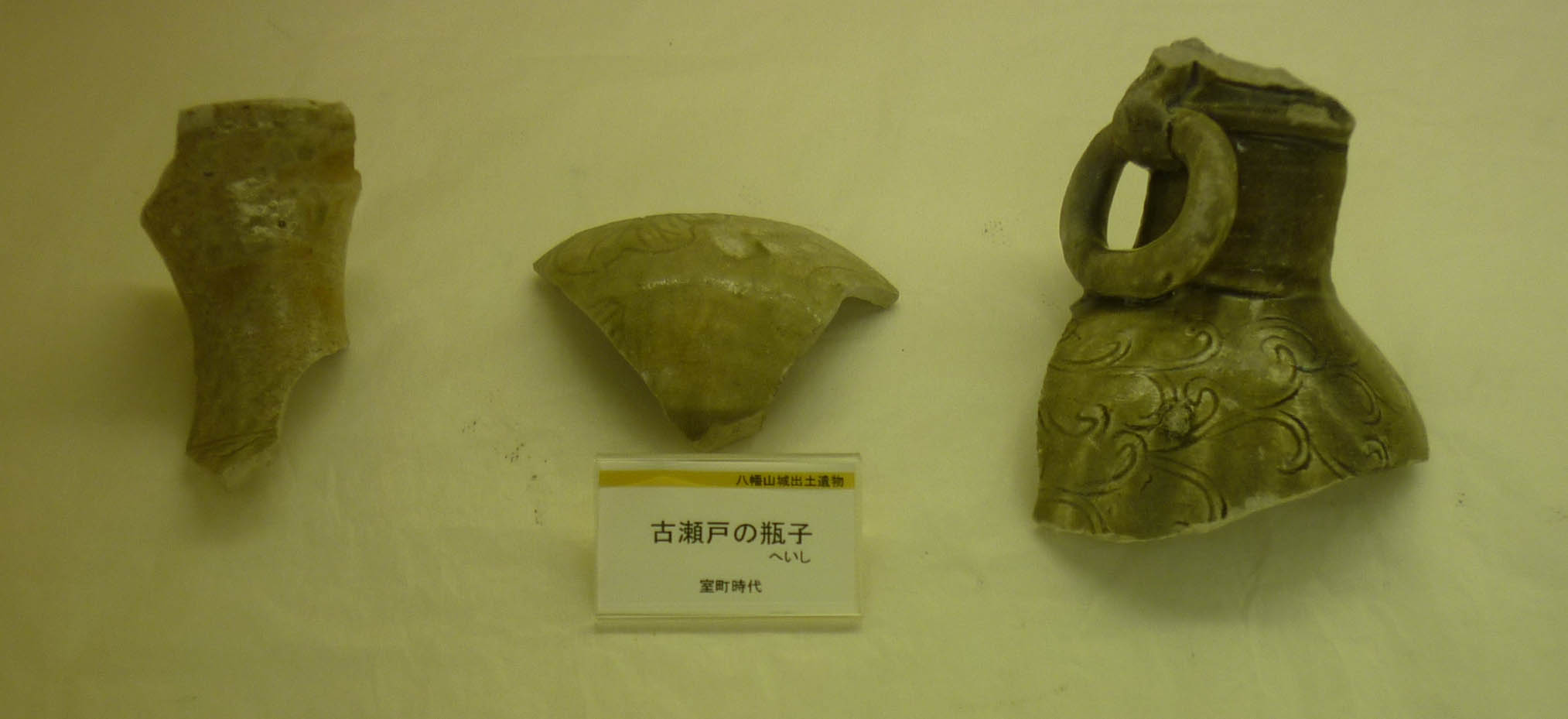
滋賀県八幡山城出土の古瀬戸の瓶子（近江八幡市立図書館蔵）

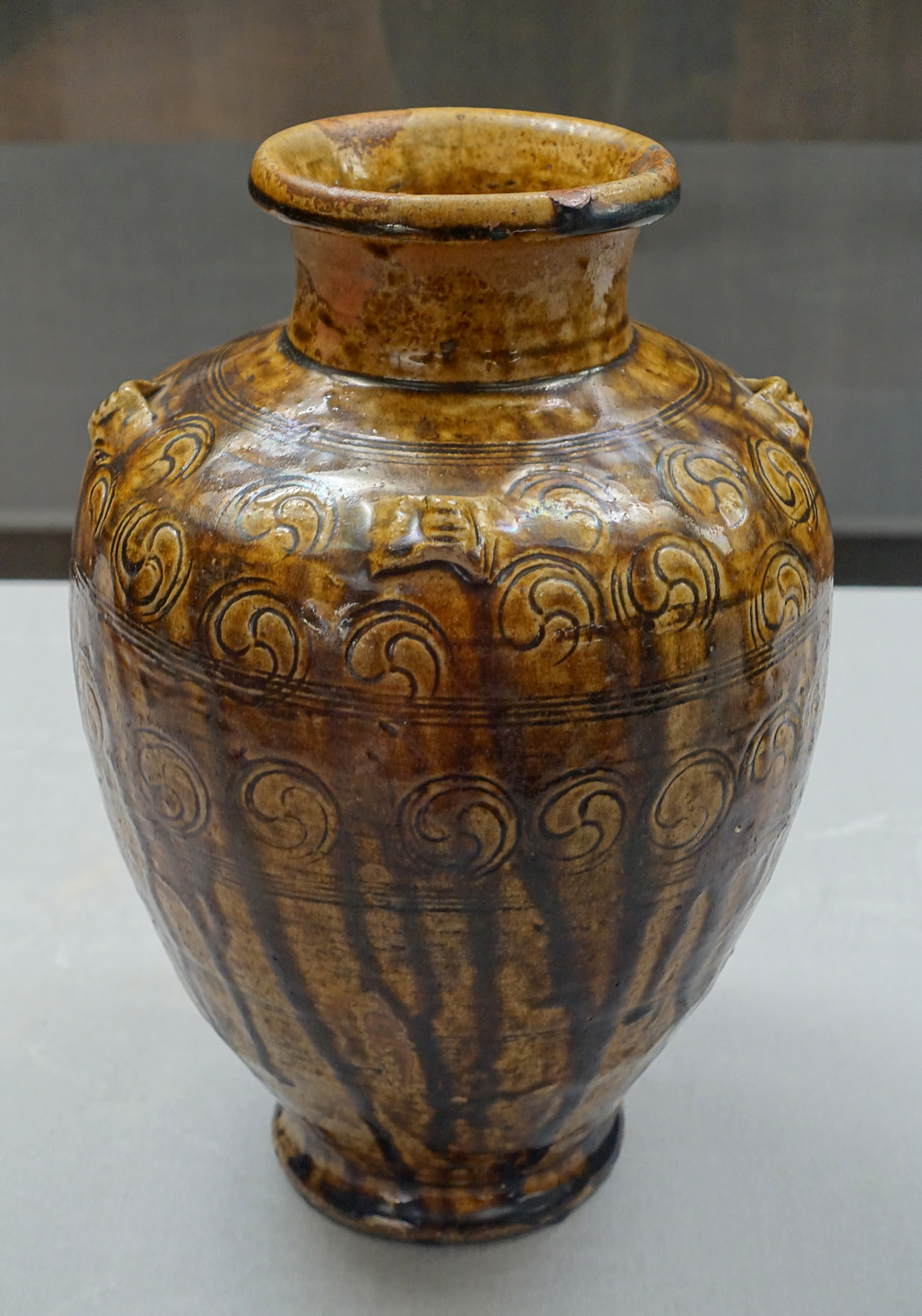
褐釉巴文四耳壺　14世紀 東京国立博物館蔵

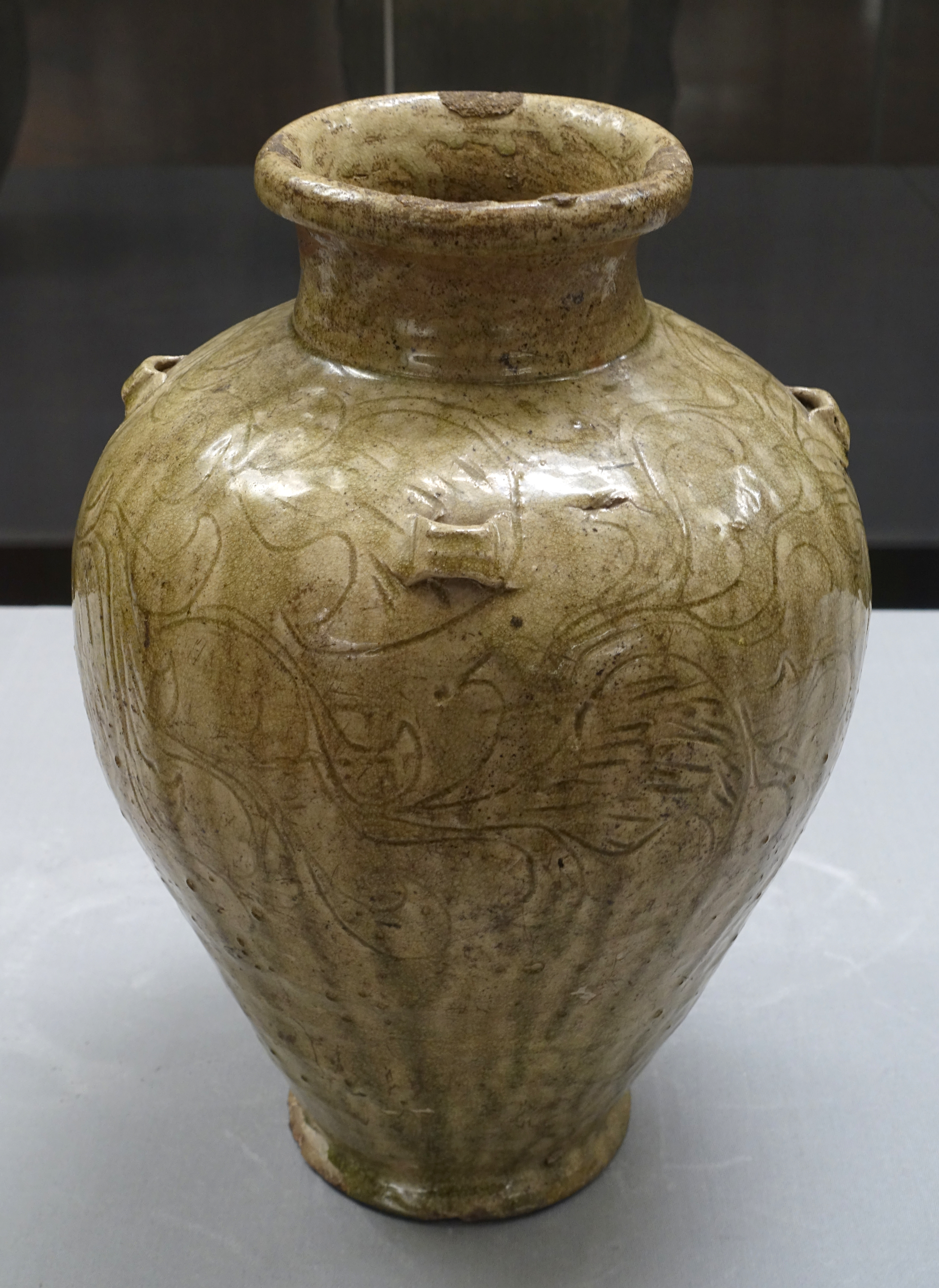
黄釉唐草文四耳壺　14世紀 東京国立博物館蔵

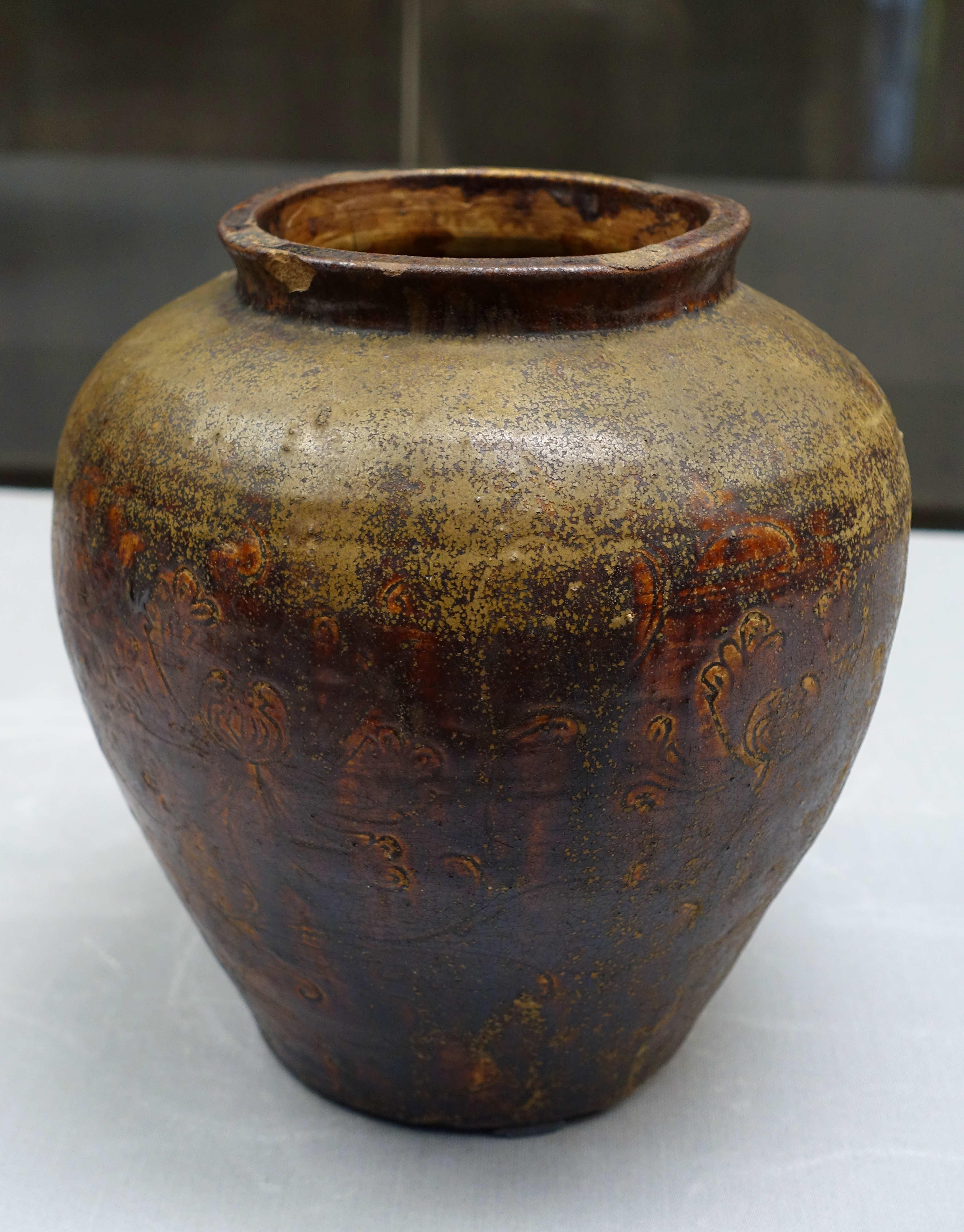
褐釉印花牡丹唐草文広口壺 神奈川県鎌倉市坂の下 霊山（りょうぜん）山頂出土　14世紀 東京国立博物館蔵

## 概要
考古学上、井上喜久男の考える編年論と藤澤良祐の考える編年論があったが、現在は、藤澤の編年の枠組みが普及して用いられるようになっている。
井上の編年は、11世紀末葉から12世紀後葉の猿投窯の瀬戸地区と東山地区の山茶碗、山皿、片口鉢などの無釉陶器生産と瓦の生産をおこなっていた時期をI期とし、12世紀末から13世紀末をII期、13世紀末から14世紀末をIII期、14世紀末から15世紀までをIV期とし、15世紀末から大窯期がはじまるとする。それぞれ前半と後半でa期、b期に細分している。一方、藤澤の考える編年は、灰釉四耳壷の出現に象徴される瀬戸の施釉陶器窯としての成立を12世紀末において前期様式の開始とし、13世紀末からはじまる鉄釉の出現を中期様式、14世紀後半から15世紀末までを後期様式とし、それぞれを4期に細分している。
15世紀末に窯体が窖窯から大窯に変化するとともに天目茶碗、擂鉢、端反皿及び丸皿に器種が絞られるまでの約300年間を古瀬戸様式の時代と位置付ける。古瀬戸様式は大きく灰釉のみが用いられた時期を前期、鉄釉の使用が始まり、画花文や印花文などの本格的な文様が付けられた時期を中期、日用品が量産される時期を後期と位置付ける。

## 古瀬戸前期様式
古瀬戸前期様式は、概ね井上編年の窖窯II期に相当し12世紀末から13世紀後半までの時期である。当初は四耳壺やたらい状の洗、胴部下半で腰が絞られるタイプの瓶子I類、直線的ないし寸胴な瓶子II類、長頸で高台のついた水注I類、ややつぶれた半球形の卸皿、花瓶などが生産されているが、前期様式の後半になると、高台がつき口縁部の外反する瓶子のような水注II類、洗に似たたらい状の折縁深皿、合子、狛犬が生産されるようになる。卸皿は口縁部に沈線を持ち外反する傾向を持つようになる。瓶子類は口縁端部に突起をめぐらすタイプにまとまり水注類は高台のない平底で把手がついたものが主役になる。
古瀬戸前期様式は、四耳壺や瓶子、水注、洗などが主体であるため製作技法もろくろ回転させながら粘土ひもを輪積みする紐輪積み成形が主体である。器面の底部付近はヘラ削り調整を行い上部はヘラナデかユビナデを行う。特に瓶子や水注の口縁部分はユビナデ調整である。当初は卸皿も紐輪積み成形であったが、前期様式の後半になるとろくろ水引き成形となり、花瓶や合子のように粘土柱から撚糸（よりいと）で器を切り離す際にできる回転糸切り痕が残る。また前期様式ではハケ目痕が残っていることからハケで釉薬をぬるハケ塗りが主体であることがわかる。また器面への施文は前期後半すなわち13世紀中葉に瓶子、壺類の肩部に平行の櫛描文が一カ所ないし二カ所めぐらされ印花文が使われはじめる。

## 古瀬戸中期様式
古瀬戸中期様式の開始時期を示す資料としては、神奈川県鎌倉市二階堂覚園寺開山塔の地下に設けられた石室から、II期でも古相に属する草葉文広口壺が出土している。これは、同時開山智海心慧の蔵骨器であり、開山塔が智海心慧の二十七回忌にあたる1332年（正慶元年）の建立であることから、広口壺の年代は、開山智海心慧が亡くなった時点かそれよりやや前と考えられるため、おおむね14世紀初頭に位置づけられる。これは、井上編年窖窯III期にほぼ相当する。
中期様式で、13世紀末のI期では広口壺、中型の仏花瓶である花瓶Ib類、大型の仏花瓶である花瓶II類、筒型香炉、天目茶碗、平碗、水滴が生産されはじめる。14世紀初頭のII期になると小皿、柄付片口、茶入、祖母懐壺と呼ばれる頸部が短く寸胴で肩部に耳がついた茶壺が登場する。瓶子と水注は寸胴なII類が残り、頸部の中央部分に突起をめぐらすようになる。中期後半、すなわち14世紀中葉になると建窯写しの天目茶碗B類が現れる。
また、中期様式では鉄釉が出現するのを特徴としており、出現時には灰釉と酸化鉄の調合にばらつきがあったため、酸化鉄が少ないために青みがかって光沢が強くなったり、逆に多すぎてくすんだ赤みの強い発色になったりしていたが、中期後半になると黒褐色の安定した色調の鉄釉が施される。
施釉方法は、中期前半で水滴、合子、花瓶I類のような小型の瓶、壺類や天目茶碗は、素地の状態の器を釉薬に漬けるツケガケがおこなわれる。中期後半になると平碗、卸皿、天目茶碗などの碗、皿類のみならず折縁深皿や柄付片口のような鉢、盤類もツケガケによる施釉が主体でハケヌリは底部内面のみとなる。大型の瓶、壺類は中期後半にツケガケや釉薬を杓などで流しかけるナガシガケの施釉法が現れる。
中期様式の施文は櫛描文のほかに印花文が器面全体に施され、画花文や貼花文が多い傾向がある。またヘラ描きの草葉文も盛んに施される。中期後半になると櫛描文は存続するものの、印花文はしだいに消失していく。

## 古瀬戸後期様式
後期様式は井上編年の窖窯Ⅳ期にほぼ相当し、滋賀県野洲市吉地薬師堂遺跡で至徳4年(1387年)の墨書銘のある灰釉直縁大皿(後Ⅱ期)が出土していることから14世紀後半から開始されると考えられる。平碗は口径15cm強、器高7cm前後から新しくなるにつれて扁平となり口径17cm弱、器高5.5cm前後になる。この傾向は、後Ⅰ期から出現する小鉢や浅碗も同じで、浅碗は口径13cm、器高4.5cm前後だったのが口径11cm、器高4cm前後のつぶれた形になる。小鉢も口径10cm前後と変わらないが、器高は5cm前後から3cm弱までつぶれた形に変化する。天目茶碗は後期後半、すなわち15世紀中葉に高台の内面がくぼんだ内列高台のみとなる。碗類は全体として後Ⅱ期くらいから付け高台から削り出し高台へ移行する。